# Topographical Bibliography of Ancient Egyptian Hieroglyphic Texts, Statues, Reliefs and Paintings
Die Topographical Bibliography of Ancient Egyptian Hieroglyphic Texts, Statues, Reliefs and Paintings (bis einschließlich Band VII Topographical Bibliography of Ancient Egyptian Hieroglyphic Texts, Reliefs, and Paintings, Kurztitel Porter & Moss bzw. PM) ist eine zu Beginn des 20. Jahrhunderts von Bertha Porter und Rosalind Moss begonnene und bis heute fortgesetzte Bibliografie, die das Ziel verfolgt, alle bekannten, mit hieroglyphischen Inschriften versehenen Monumente und Objekte des Alten Ägypten und die hierzu publizierte Fachliteratur sowie unpublizierte Aufzeichnungen zu sammeln. Sie gilt als eines der wichtigsten Nachschlagewerke der Ägyptologie.

## Geschichte
Die Idee zu einem solchen Werk kam in den späten 1890er Jahren dem deutschen Ägyptologen Adolf Erman bei seiner Arbeit am Wörterbuch der ägyptischen Sprache. Die tatsächliche Umsetzung erfolgte schließlich in den ersten Jahren des 20. Jahrhunderts auf Initiative seines britischen Kollegen Francis Llewellyn Griffith. Dieser stellte die nötigen finanziellen Mittel sowie seine private Bibliothek zur Verfügung und engagierte die Bibliografin Bertha Porter, die zuvor am Dictionary of National Biography gearbeitet hatte. Zur Vorbereitung auf ihre Aufgabe lernte Porter ägyptische Hieroglyphen und arbeitete die ersten 20 Jahre weitgehend allein an dem Projekt. Erst 1924 wurde Rosalind Moss, die bereits seit 1917 als Teilzeit-Assistentin Porters tätig war, als zweite Vollzeit-Autorin angestellt.
Im Gegensatz zu Porter, die sich ausschließlich der Fachliteratur bediente, unternahm Moss zahlreiche Reisen, um die Literaturangaben direkt vor Ort an den Monumenten und Objekten zu überprüfen. Ihre erste Reise führte sie im Frühjahr 1924 in die thebanische Nekropole, zu welcher schließlich 1927 der erste Band der Bibliografie veröffentlicht wurde. 1929 folgte der zweite Band zu den thebanischen Tempeln. Im gleichen Jahr trat Bertha Porter in den Ruhestand. Rosalind Moss wurde bei der Publikation der weiteren Bände nun von Ethel Burney unterstützt, der Witwe des Theologen Charles Fox Burney. Bis 1952 erschienen fünf weitere Bände.
Nach diesem vorläufigen Abschluss des Projektes begann die Arbeit an einer aktualisierten und erweiterten zweiten Auflage. Als Assistenten wurden zunächst Helen Murray und 1968 schließlich Jaromír Málek eingestellt. Die Zweitauflage der beiden ersten Bände oblag Moss und Burney, die Überarbeitung des dritten Bandes übernahm Málek. Als Moss 1972 in den Ruhestand ging, übernahm Málek auch die Gesamtleitung des Projekts.
Die Bände IV bis VII erfuhren bislang keine Neuauflage. Stattdessen trieb Málek die Erstellung eines achten Bandes voran, der altägyptische Museumsobjekte unbekannter Herkunft sammeln sollte. Mit Unterstützung von Diana Magee, Elizabeth Fleming und Alison Hobby entstanden bislang vier Teilbände zu Statuen und Stelen. Nachdem Málek 2011 in den Ruhestand gegangen war, wurde Vincent Razanajao 2012 zum neuen Herausgeber. Der gegenwärtige Schwerpunkt liegt bei der Digitalisierung des Projekts. 2014 wurden die ersten sieben Bände auf der Homepage des Griffith Institute im PDF-Format öffentlich verfügbar gemacht. Eine Datenbank mit den Inhalten der Bibliografie ist gegenwärtig im Aufbau.

## Übersicht
- Bertha Porter, Rosalind Moss: Topographical Bibliography of Ancient Egyptian Hieroglyphic Texts, Reliefs, and Paintings. Volume I. The Theban Necropolis. (1927)
- Bertha Porter, Rosalind Moss: Topographical Bibliography of Ancient Egyptian Hieroglyphic Texts, Reliefs, and Paintings. Volume II. Theban Temples. (1929)
- Bertha Porter, Rosalind Moss: Topographical Bibliography of Ancient Egyptian Hieroglyphic Texts, Reliefs, and Paintings. Volume III. Memphis (Abu Rawash to Dahshur). (1931)
- Bertha Porter, Rosalind Moss: Topographical Bibliography of Ancient Egyptian Hieroglyphic Texts, Reliefs, and Paintings. Volume IV. Lower and Middle Egypt. (1934)
- Bertha Porter, Rosalind Moss: Topographical Bibliography of Ancient Egyptian Hieroglyphic Texts, Reliefs, and Paintings. Volume V. Upper Egypt: Sites. (1939)
- Bertha Porter, Rosalind Moss: Topographical Bibliography of Ancient Egyptian Hieroglyphic Texts, Reliefs, and Paintings. Volume VI. Upper Egypt: Chief Temples (excluding Thebes). (1939)
- Bertha Porter (†), Rosalind Moss: Topographical Bibliography of Ancient Egyptian Hieroglyphic Texts, Reliefs, and Paintings. Volume VII. Nubia, the Deserts, and Outside Egypt. (1952)
- Bertha Porter (†), Rosalind Moss, Ethel Burney: Topographical Bibliography of Ancient Egyptian Hieroglyphic Texts, Reliefs, and Paintings. Volume I. The Theban Necropolis. Part 1. Private Tombs. 2. Auflage (1960)
- Bertha Porter (†), Rosalind Moss, Ethel Burney: Topographical Bibliography of Ancient Egyptian Hieroglyphic Texts, Reliefs, and Paintings. Volume I. The Theban Necropolis. Part 2. Royal Tombs and Smaller Cemeteries. 2. Auflage (1964)
- Bertha Porter (†), Rosalind Moss, Ethel Burney: Topographical Bibliography of Ancient Egyptian Hieroglyphic Texts, Reliefs, and Paintings. Volume II. Theban Temples. 2. Auflage (1972)
- Bertha Porter (†), Rosalind Moss, Ethel Burney, Jaromír Málek: Topographical Bibliography of Ancient Egyptian Hieroglyphic Texts, Reliefs, and Paintings. Volume III. Memphis. Part 1. Abu Rawash to Abusir. 2. Auflage (1974)
- Bertha Porter (†), Rosalind Moss, Ethel Burney, Jaromír Málek: Topographical Bibliography of Ancient Egyptian Hieroglyphic Texts, Reliefs, and Paintings. Volume III. Memphis. Part 2. Saqqara to Dahshur. 2. Auflage (1981)
- Jaromír Málek, Diana Magee, Elizabeth Miles: Topographical Bibliography of Ancient Egyptian Hieroglyphic Texts, Statues, Reliefs and Paintings. VIII. Objects of Provenance Not Known. Part 1. Royal Statues. Private Statues (Predynastic to Dynasty XVII). (1999)
- Jaromír Málek, Diana Magee, Elizabeth Miles: Topographical Bibliography of Ancient Egyptian Hieroglyphic Texts, Statues, Reliefs and Paintings. VIII. Objects of Provenance Not Known. Part 2. Private Statues (Dynasty XVIII to the Roman Period). Statues of Deities. (1999)
- Jaromír Málek, Diana Magee, Elizabeth Miles: Topographical Bibliography of Ancient Egyptian Hieroglyphic Texts, Statues, Reliefs and Paintings. VIII. Objects of Provenance Not Known. Parts 1 and 2. The Indices. (1999)
- Jaromír Málek, Elizabeth Fleming, Alison Hobby, Diana Magee: Topographical Bibliography of Ancient Egyptian Hieroglyphic Texts, Statues, Reliefs and Paintings. VIII. Objects of Provenance Not Known. Part 3. Stelae: Early Dynastic Period to Dynasty XVII. (2007)
- Jaromír Málek, Elizabeth Fleming, Alison Hobby, Diana Magee: Topographical Bibliography of Ancient Egyptian Hieroglyphic Texts, Statues, Reliefs and Paintings. VIII. Objects of Provenance Not Known. Part 4. Stelae: Dynasty XVIII to the Roman Period, 803-044-050 to 803-099-900. (2012)